# Bin Shimada
Bin Shimada (島田 敏 Shimada Bin?) es un seiyū nacido el 20 de noviembre de 1954 en Niigata, Niigata, Japón. Él es actualmente empleado de la firma de talentos: Aoni Production.

## Anime

### TV
- Angel Heart (Doc)
- Beet the Vandel Buster (Hazan)
- Blue Gender (Ted)
- Blue Lock (Hirotoshi Buratsuta)
- Bomberman B-Daman Bakugaiden (Chibīdabon)
- Brave Fighter of Legend DaGarn (Big Lander, Land Bison)
- Case Closed (Atsuhiko Wakizaka, Mineto Kanaya)
- Chōsha Raideen (Spectro)
- Chūka Ichiban (Subordinado de Almirante Li, Zhang adulto, otros)
- Cyborg Kuro-chan (Būrusu)
- Captain Tsubasa (Munemasa Katagiri)
- Don't Leave Me Alone, Daisy (Kin-chan)
- Dr. Slump (2nd series) (King Nikochan)
- Dragon Ball GT (Suguro, Sonpara)
- Dragon Ball Super (Dyspo)
- Dragon Ball Z (Broly, Kaiou del Oeste, Cell Jr.)
- Ergo Proxy (Amnesia)
- F-Zero: GP Legend (Silver Nielsen)
- Firestorm (anime) (Steve Johnson)
- Fist of the North Star (Yuda)
- Future GPX Cyber Formula (Jacky Guderian, Akira Hiyoshi)
- Guardian Angel Getten (Producer)
- Genesis Climber Mospeada (Stick Bernard)
- Genji Tsūshin Agedama (Tsuriban, Kacchi, Módem, Akira Fukuzawa
- Genki Bakuhatsu Ganbarugā (Rikiya Ryūzaki (Red Ganba), Erudoran)
- Ginga Reppū Baxinger (Kei Malone)
- Heavy Metal L-Gaim (Antón, Chai Char, Muto, Mesh)
- Highschool! Kimen-gumi (Ichirō Shinjitsu)
- Infinite Ryvius (Luxen Hojo, Radan)
- InuYasha (Kotatsu the Hell Painter)
- Itazura Na Kiss (Shigeo Aihara)
- Joker Game (Satomura, ep 10)
- Jushin Liger (Doru Commando)
- Kindaichi Case Files (Seiji Kobayashi)
- Kirby: Right Back at Ya! (Kihāno)
- Kiteretsu Daihyakka (Kikunojō Hanamaru, Ryū, Rokusuke, Shiro Karasu)
- Kūsō Kagaku Sekai Gulliver Boy (Baron Mangetsu)
- Lassie (Hamilton, Carey-sensei)
- Marmalade Boy (Yōji Matsuura, Master)
- Marude Dame-O (Nūbō)
- Mashin Eiyūden Wataru 2 (Hanbunburugu Kyōdai, Kamoshirēnu)
- Metal Armor Dragonar (Karl Gainer, 1st Lt. Zin)
- Mobile Suit Gundam ZZ (2nd Lt. Niki, Nie Gihren)
- Mobile Suit Zeta Gundam (Paptimus Scirocco)
- Nanatsu no Umi no Tico (Enrico)
- Naruto (Kamikiri)
- Nintama Rantarō (Hemu Hemu, others)
- Nekketsu Saikyō Gōzaurā (Tarō Shirogane, Erudoran)
- One Piece (Foxy, Wapol)
- Papuwa (Matsuoka-kun, Miyagi Tōhoku)
- Petopeto-san (Tonio Fujimura)
- Ranma ½ (Sentarō, Niku-men 3, Toboku Shugyōsha, others)
- Robin Hood no Daibōken (Little John)
- Saber Rider and the Star Sheriffs (Richard)
- Sailor Moon (Yuichiro Kumada)
- Saint Seiya (Merak Beta Hagen(β-sei Meraku no Hāgen))
- Scryed (Urizane, Bifu)
- Sgt. Frog (3M)
- Shima Shima Tora no Shimajirō (Dot)
- Slayers (Zangulus)
- Sonic X (Bocoe, Chuck Thorndyke)
- Space Runaway Ideon (Gyabarī Tekuno)
- Spiral: Suiri no Kizuna (Suemaru Wataya)
- Super Dimension Cavalry Southern Cross (Charles de Etouard)
- Time Bokan 2000 Kaitō Kiramekiman (小徳川伊衛康)
- Uchūsen Sagittarius (Toppī)
- Ultimate Muscle II (Barrier-Free Man J, Dazzle)
- Urusei Yatsura (Tobimaro Mizunokōji)
- Wild Knights Gulkeeva (Dansu)
- Yaiba (Kenjuro)
- Yokoyama Mitsuteru Sangokushi (Sonken, Teiiku)
- You're Under Arrest (Ken Nakajima)
- Yōyō no Neko Tsumami (Doc)
- Yu-Gi-Oh! (Akaboshi)
- Yu-Gi-Oh! Duel MonstersGX (Gravekeeper's Chief)
- Zettai Muteki Raijin-Oh (Tsutomu Kojima, Erudoran)

### OVA
- B't X Neo (B't Halloween)
- Detective Conan: Conan vs. Kidd vs. Yaiba: Hōtō Sōdatsu Daikessen!! (Kenjūrō Kurogane)
- Future GPX Cyber Formula series (Jacky Guderian)
- Kishin Heidan (Masatomo Sakaki)
- Konpeki no Kantai (Tatsu Haramoto Naruto Kanchō)
- Kyokujitsu no Kantai (Tatsu Haramoto)
- Macross II (Nexx)
- Mobile Suit Gundam 0080: War in the Pocket (Gabriel Ramírez García)
- Saint Seiya Hades Chapter Sanctuary (Chikisei Furogu no Zērosu)
- You're Under Arrest (Ken Nakajima)

### Películas
- Doraemon: Nobita and the Legend of the Sun King (Ketsuaru)
- Doraemon: Nobita and the Robot Kingdom (Gonsuke)
- Doraemon: Nobita and the Winged Braves (Gūsuke's dad)
- Saikyō e no michi (General Blue)
- Super senshi gekiha!! Katsu no wa ore da (Broly)
- Moetsukiro!! Nessen - Ressen - Chōgekisen (Broly)
- Kiken na futari! Super senshi wa nemurenai (Broly)
- Ultimate Muscle II (Dazzle)
- You're Under Arrest (Ken Nakajima)
- Zeta Gundam A New Translation: Heirs to the Stars (Paptimus Scirocco)
- Zeta Gundam A New Translation II: Lovers (Paptimus Scirocco)
- Zeta Gundam A New Translation III: Love is the Pulse of the Stars (Paptimus Scirocco)

## Videojuegos
- Bōkoku no Aegis 2035: Warship Gunner (Hiroshi Asao)
- Captain Tsubasa: Dream Team (Munemasa Katagiri)
- CR Hokuto no Ken Denshō (pachinko) (Yuda)
- CR Hokuto no Ken Tomo (pachinko) (Yuda)
- Future GPX Cyber Formula series (Jacky Guderian, Akira Hiyoshi)
- The Legend of Heroes III: The White Witch (Sega Saturn) (Rōdi)
- Kessen II (Joren, Cheng Yu)
- KOF: Maximum Impact (Hyena)
- One Piece Grand Battle! 2 (Wapol)
- Policenauts (Dave Forrest)
- Project Justice (Kurow Kirishima)
- Persona (Igor, Presidente Tanaka)
- Summon Night Craft Sword Monogatari: Hajimari no Ishi (Enge)
- Super Robot Wars series (Paptimus Scirocco, Nie Gihren, Anton Rando, Chai Char, Karl Gainer, 1st Lt. Zin, Gabriel Ramírez García)
- Tales of Legendia (Soron)
- Tales of the World: Radiant Mythology (Widdershin)
- Tales of Innocence (Oswald fan Kuruela)
- Dragon Ball Z video games (Budokai 3, Tenkaichi and Tenkaichi 2) (Broly)
- Dead or Alive (Zack)

## CD drama
- Future GPX Cyber Formula series (Jacky Guderian)
- Samurai Spirits (Dengeki CD Bunko) (Haōmaru)
- Street Fighter II: Shunrei Hishō Densetsu (Toshiba-EMI) (Ryū)

## Doblaje
- Batman Forever (Edward E. Nygma/The Riddler) (Jim Carrey)
- Magnum Force (rock star)
- The Pink Panther (Hada)
- The Simpsons (Krusty the Klown, Troy McClure)
- Star Wars series (Luke Skywalker)
- Teenage Mutant Ninja Turtles (Raphael)
- Teenage Mutant Ninja Turtles II: The Secret of the Ooze (Michaelangelo)
- Thomas y sus amigos (Stepney)

## Tokusatsu
- Angelique: Sacria of Light and Darkness (Clavis, Guardian of Darkness)
- Angelique: Tokimeki Treasure Chest  (Clavis, Guardian of Darkness)
- Hyakujū Sentai Gaoranger (Tire Org)
- Nanaka 6/17 (Jinpachi Arashiyama)
- Ninpū Sentai Hurricaneger (Satorakura)
- Ninpū Sentai Hurricaneger vs. Gaoranger (Satorakura)
- Tokusō Sentai Dekaranger (Alpaci, Korachek)
- Kamen Rider Hibiki Hyper Video (Azure Wolf)
- GōGō Sentai Bōkenger (Talong)
- Jūken Sentai Gekiranger (Hihi)